# Copa de las Naciones UCI sub-23 2020
La Copa de las Naciones UCI sub-23 2020 fue la decimocuarta edición del calendario ciclístico creado por la Unión Ciclista Internacional para corredores menores de 23 años.
El calendario estuvo compuesto por una carrera limitada a corredores menores de 23 años (sub-23).

## Resultados
| Fecha               | País    | Carrera                  | Categoría | Vencedor   | Equipo                    |
| ------------------- | ------- | ------------------------ | --------- | ---------- | ------------------------- |
| 12-13 de septiembre | Polonia | Orlen Nations Grand Prix | 2.Ncup    | Olav Kooij | Selección de Países Bajos |

## Clasificaciones finales
| Pos. | País            | Puntos |
| ---- | --------------- | ------ |
| 1.º  | Países Bajos    | 39     |
| 2.º  | Suiza           | 24     |
| 3.º  | Noruega         | 20     |
| 4.º  | Estonia         | 17     |
| 5.º  | Alemania        | 16     |
| 6.º  | Dinamarca       | 8      |
| 7.º  | Bélgica         | 8      |
| 8.º  | Polonia         | 7      |
| 9.º  | República Checa | 6      |
| 10.º | Reino Unido     | 5      |